# ANO 2011
Die Politische Bewegung ANO 2011 (tschechisch Politické hnutí ANO 2011; Kurzform ANO, „ano“ bedeutet auf Tschechisch ‚ja‘, zugleich steht es für akce nespokojených občanů, „Aktion unzufriedener Bürger“) ist eine politische Partei in Tschechien um den Chemie- und Medienunternehmer Andrej Babiš. Die Ideologie der Bewegung gilt als unbestimmt, sie wird oft als populistisch beschrieben. Im Wahlkampf positionierte sie sich gegen die etablierte politische Elite und gegen Korruption. Von 2013 bis 2017 war sie Juniorpartner in einer Koalitionsregierung, von Dezember 2017 bis Dezember 2021 führte sie selbst die Regierung mit Babiš als Ministerpräsident.

## Geschichte

### Gründung und Frühphase (2011–2013)
Vorläuferin der Partei war die 2011 gegründete Bürgerinitiative Akce nespokojených občanů (‚Aktion unzufriedener Bürger‘). Im Mai 2012 erfolgte ihre Registrierung als politische Bewegung unter dem Namen ANO 2011. Das tschechische Wort ano bedeutet auf Deutsch „ja“. Ihr Slogan ist Ano, bude líp. („Ja, es wird besser.“)
Hinter der Bewegung steht der tschechische Unternehmer und Milliardär Andrej Babiš als Vorsitzender, der seit 2013 an der größten tschechischen Zeitung Mladá fronta Dnes, Lidové noviny, der Gratis-Zeitung Metro, an Internetportalen, privaten Fernsehsendern und Druckereien beteiligt ist. Der Verkauf wurde im August genehmigt und kurz vor der Abgeordnetenhauswahl im Oktober 2013 durch das tschechische Kartellamt genehmigt. Bei dieser Wahl traten für ANO unter anderem der ehemalige EU-Kommissar Pavel Telička und der ehemalige tschechische Kulturminister Martin Stropnický an. Unterstützt wurden Andrej Babiš und seine Partei durch die US-amerikanische PR-Agentur Penn Schoen Berland (PSB), die unter anderem für Bill und Hillary Clinton tätig war.

### Aufstieg und Juniorpartner in der Regierung (2013–2017)
Bei der vorgezogenen Abgeordnetenhauswahl 2013 wurde ANO mit 18,65 Prozent auf Anhieb zweitstärkste Kraft im Parlament und unterzeichnete am 6. Januar 2014 mit den Sozial- (ČSSD) und Christdemokraten (KDU-ČSL) einen Koalitionsvertrag, nach dem die ANO sechs Mitglieder im Kabinett von Bohuslav Sobotka (ČSSD) erhielt. Bei der Europawahl 2014 wurde ANO 2011 aus dem Stand mit 16,1 Prozent stärkste Kraft in Tschechien und zog mit vier Abgeordneten ins Europäische Parlament ein. Bei den Kommunalwahlen 2014 erreichte ANO im landesweiten Schnitt 14,6 Prozent. In Prag wurde ANO mit 22,1 Prozent stärkste Kraft und stellte anschließend bis 2018 mit Adriana Krnáčová die Bürgermeisterin. Seit November 2014 ist die Partei Mitglied der Allianz der Liberalen und Demokraten für Europa (ALDE). Bei den Regionalwahlen in Tschechien 2016 erzielte sie mit 21 % die meisten Stimmen aller Parteien.

### Regierung Babiš (2017–2021)
Bei der Abgeordnetenhauswahl im Oktober 2017 wurde ANO mit 29,6 % der Stimmen und großem Abstand auf die übrigen Parteien stärkste Kraft. Die Regierungsbildung gestaltete sich jedoch schwierig: Mit Ausnahme der nationalistischen und EU-skeptischen Svoboda a přímá demokracie (SPD) lehnten alle übrigen Parteien eine Koalition unter Babiš ab, der zu der Zeit unter dem Verdacht der missbräuchlichen Verwendung von EU-Fördergeldern für ein Freizeitareal stand und dem Spitzeltätigkeit für den kommunistischen Geheimdienst vor 1989 vorgeworfen wurde. Mit der SPD wiederum wollte ANO nicht koalieren. Im Parlament kooperierte ANO zeitweise mit der SPD und der Kommunistischen Partei, um Ausschussposten zu besetzen. Im Dezember 2017 wurde Babiš zum Ministerpräsidenten einer Minderheitsregierung ernannt, der nur ANO-Mitglieder und parteilose Minister angehörten. Nach erneuten Verhandlungen bildete ANO im Juni 2018 eine Koalition mit der sozialdemokratischen ČSSD, die zudem im Parlament die Unterstützung der Kommunisten genießt.

### Opposition (seit 2021)
Bei der Abgeordnetenhauswahl 2021 verlor ANO Stimmanteile und wurde nur noch zweitstärkste Kraft. Zudem verpassten beide Koalitionspartner den Wiedereinzug ins Parlament. Die ANO ging in die Opposition. Bei der Europawahl 2024 wurde die Partei mit 26,14 % stärkste Kraft. Nach der Wahl verließ die Partei die liberale ALDE und Fraktion Renew Europe und gründete gemeinsam mit anderen Parteien die neue rechtspopulistische Fraktion Patrioten für Europa.

## Politische Einschätzung
Der Politikwissenschaftler Ladislav Cabada von der privaten Metropoluniversität Prag bezeichnete ANO als „Akteur jenseits der klassischen Links-Rechts-Skala“, die sich selbst bewusst als Bewegung sehe und das Wahlprogramm zuletzt mehrfach habe überarbeiten müssen. Unklar sei auch, wie unabhängig vom Gründer Babiš die über 40 Abgeordneten seien. Das alles erinnere „ein bisschen an Beppe Grillo in Italien“. Der tschechische Journalist Jakub Patočko wiederum sieht Parallelen mit der Partei Silvio Berlusconis:

„Das politische Projekt Babiš’ lässt sich in der europäischen Politik am ehesten mit dem von Berlusconis Forza Italia vergleichen. Die ANO ist eine ideologisch nicht eingegrenzte, breite politische Bewegung eines urwüchsigen Oligarchen, der sich von der bisherigen politischen Elite abgrenzt. Mit Berlusconi verbindet Babiš zudem der Umstand, dass es sich bei beiden um mächtige Medienmagnaten handelt.“

Wie Berlusconis Forza Italia wird ANO als eine Unternehmer- oder „Firmenpartei“ charakterisiert. Sinnbildlich für Babiš Führungsstil in seiner Partei kann das Zitat „Ich bezahle, also entscheide ich“ angeführt werden, das er laut dem ehemaligen Parteimitglied Hana Greplová geäußert haben soll. Kurz nach der Gründung von ANO verglich Babiš die Tschechische Republik mit einer „Firma mit zehn Millionen Aktionären“. Im Wahlkampf 2013 stellte die Partei den Slogan „Ja, der Staat muss wie eine Firma regiert werden“ auf.
Auch Karl-Peter Schwarz, Korrespondent der Frankfurter Allgemeinen Zeitung (FAZ) schrieb, die ANO ähnele „einem blitzblanken, leeren Gefäß, das für alle möglichen Inhalte bereitsteht“. Das erkläre zwar teilweise ihren Erfolg bei den Wählern, mache sie aber zugleich für eventuelle politische Partnerschaften schwer berechenbar. Die Auslandskorrespondentin der tageszeitung (taz), Alexandra Mostyn, bemerkte hingegen, Babiš gelte immerhin „im Gegensatz zu Vertretern der etablierten Parteien […] ob seines Milliardenvermögens als unbestechlich. Und das ist alles, was viele Wähler heute von ihren Politikern verlangen.“
Die deutsche Konrad-Adenauer-Stiftung und die österreichische Zeitung Der Standard bezeichneten die ANO im Jahr 2016 als „liberalpopulistisch“. Die tschechischen Politologen Jan Bíba und Radek Buben sprechen von „Unternehmerpopulismus“.
Die ehemalige Zugehörigkeit der ANO zum liberalen Parteienzusammenschluss ALDE führt der Politikwissenschaftler Vít Hloušek auf taktische Erwägungen zurück, ANO sei keine echte liberale Partei. Sie biete ein eher vermischtes, populistisches Programm, das gewisse liberale Elemente, aber auch Einflüsse anderer Ideologien und Themen aufweise und weit von der Hauptströmung der europäischen Liberalen entfernt sei. Auch die übrigen ALDE-Mitgliedsparteien sahen die Mitgliedschaft von ANO aufgrund wiederholter rechtskonservativer Äußerungen durch Babiš und einem Treffen mit anderen rechtspopulistischen Politikern zunehmend kritisch. Im Juni 2024 verließ ANO schließlich ALDE und trat im September stattdessen der neuen rechtspopulistischen Partei Patriots.eu bei.
Der Politikwissenschaftler Vlastimil Havlík sieht eine mögliche Gefahr für die freiheitliche Demokratie in der autokratischen Struktur der Partei, der Konzentration von wirtschaftlicher, politischer und Medienmacht in der Person Babiš’ sowie dessen Politikverständnis, den Staat wie ein Unternehmen führen zu wollen, mit einem uneingeschränkten Entscheider (entsprechend dem Eigentümer des Unternehmens) und loyalen Untergebenen, ohne die Hemmnisse institutioneller Prozeduren und Minderheitenrechte. Da ANO bislang auf Koalitionspartner angewiesen war, habe sie entsprechende antidemokratische Maßnahmen aber (noch) nicht umsetzen können.

## Programm
In ihrem Programm setzt sich die Bewegung unter anderem für Folgendes ein:
- verbesserte Arbeitsbedingungen für Hochschulabsolventen, Menschen über 50 Jahre und Behinderte
- es sollen keine Steuern erhöht werden und zudem soll die Mehrwertsteuer gesenkt werden
- Steuern sollen konsequent eingetrieben werden
- einfache und stabile Regeln für Unternehmen und Investoren
- die Immunität der Abgeordneten und Senatoren im Parlament soll abgeschafft werden
- die Vermögensverwaltung von Politikern und Beamten sollen offengelegt und einer unabhängigen Kontrolle unterzogen werden
- das Glücksspiel soll beschränkt werden
- das Bildungssystem soll besser gefördert und die finanziellen Mittel für Forschung und Wissenschaft sollen verdoppelt werden

## Wahlergebnisse
| Jahr | Wahl                      | Wähleranteil | Parlamentssitze | Platz | Position              |
| ---- | ------------------------- | ------------ | --------------- | ----- | --------------------- |
| 2013 | Abgeordnetenhauswahl 2013 | 18,65 %      | 47/200          | 2.    | Regierungsbeteiligung |
| 2014 | Europawahl 2014           | 16,13 %      | 4/21            | 1.    | —                     |
| 2016 | Regionalwahlen 2016       | 21,05 %      | 176/671         | 1.    | –                     |
| 2017 | Abgeordnetenhauswahl 2017 | 29,64 %      | 78/200          | 1.    | Minderheitsregierung  |
| 2019 | Europawahl 2019           | 21,18 %      | 6/21            | 1.    |                       |
| 2021 | Abgeordnetenhauswahl 2021 | 27,1 %       | 72/200          | 2.    | Opposition            |
| 2024 | Europawahl 2024           | 26,14 %      | 7/21            | 1.    |                       |

## Politiker
- Věra Jourová, Vizepräsident der Europäischen Kommission und Kommissarin für Werte und Transparenz (ausgetreten Juni 2024)[38]